# Geschichte der Ionischen Inseln
Die Geschichte der Ionischen Inseln reicht bis in die Altsteinzeit zurück. In der Antike gehörten sie zunächst dem griechischen Kulturkreis an und waren danach Teil des Römischen Reiches. Im Früh- und Hochmittelalter waren die Inseln eine Provinz des Byzantinischen Reiches. Seit dem Spätmittelalter standen sie unter venezianischer Herrschaft. Gegen Ende des 18. Jahrhunderts entstand ein Ionischer Staat, ehe die Inseln 1864 Teil des griechischen Staates wurden.

## Urgeschichte
Bereits vor 110.000 bis 35.000 Jahren sollten sich Neandertaler auf Kefalonia, Zakynthos und Lefkada angesiedelt haben. Dabei müssen sie das Meer überquert haben, da die Inseln auch zur damaligen Zeit – trotz niedrigerem Meeresspiegel – vom Festland getrennt waren.
Doch weitere Nachweise für eine Besiedlung von noch nicht genau festzulegender Dauer fanden sich auf den Inseln Meganisi und Kythros, auf letzterer vor allem in der Kithros-Höhle. Dabei stellte sich heraus, dass zahlreiche Inseln während der Kaltzeiten, bedingt durch den über 100 m absinkenden Meeresspiegel, zu Hügeln in einer Ebene wurden, auf der sich große Herdentiere bejagen ließen. So war die Insel Atokos zuletzt während der Sauerstoff-Isotopenstufe MIS8, also vor rund 300.000 Jahren, Teil des Festlands. Daher lassen sich die dortigen Funde von Levallois-Werkzeugen auch ohne Seefahrt erklären, da die Insel, bzw. der Hügel, zu Fuß erreichbar war. Die ältesten Belege stammen aus dem frühen Mittelpaläolithikum. Die jüngeren Werkzeuge, die ebenfalls dort gefunden wurden, lassen sich dabei ohne Seefahrzeuge nicht erklären.

## Bronze- und Eisenzeit
Spätestens seit der Bronzezeit sind die größeren Inseln kontinuierlich durch Menschen bewohnt. Funde belegen, dass die Inseln – außer Korfu – in der späten Bronzezeit (Späthelladikum im mittleren und südlichen Griechenland, ca. 1600–1050 v. Chr.) zum Mykenischen Kulturkreis zählten. Bekannt war vor allem Ithaka, in den Epen Homers als Heimat des Odysseus geltend. Die Inseln hatten in der Antike nur mäßige Bedeutung.
Im 8. Jahrhundert v. Chr. gründete Korinth die Kolonie Kerkyra, die heutige Stadt Korfu, die bald gegen die Mutterstadt in der Schifffahrt konkurrierte.

## Römische Herrschaft, Frühmittelalter
Zur Zeit der römischen Herrschaft verloren die Inseln unter Vespasian ihre Unabhängigkeit und wurden der Provinz Achaea zugeordnet, mit der Teilung des Reiches fielen sie deshalb zum Oströmischen Reich. 466 wurde Korfu von den Vandalen unter Geiserich und 550 von Ostgoten und slawischen Scharen geplündert. Aufgrund der strategischen Lage eroberten erst Langobarden (887) und später Normannen Teile der Inselgruppe.

## Byzanz, Normannen
Der Normannenkönig Robert Guiscard starb kurz vor der Eroberung der Insel Kefalonia am Strand Porto Atheras. Seit 1186 hatte Byzanz seinen Einfluss in der Region endgültig verloren.

## Venezianische Herrschaft (1205–1797)

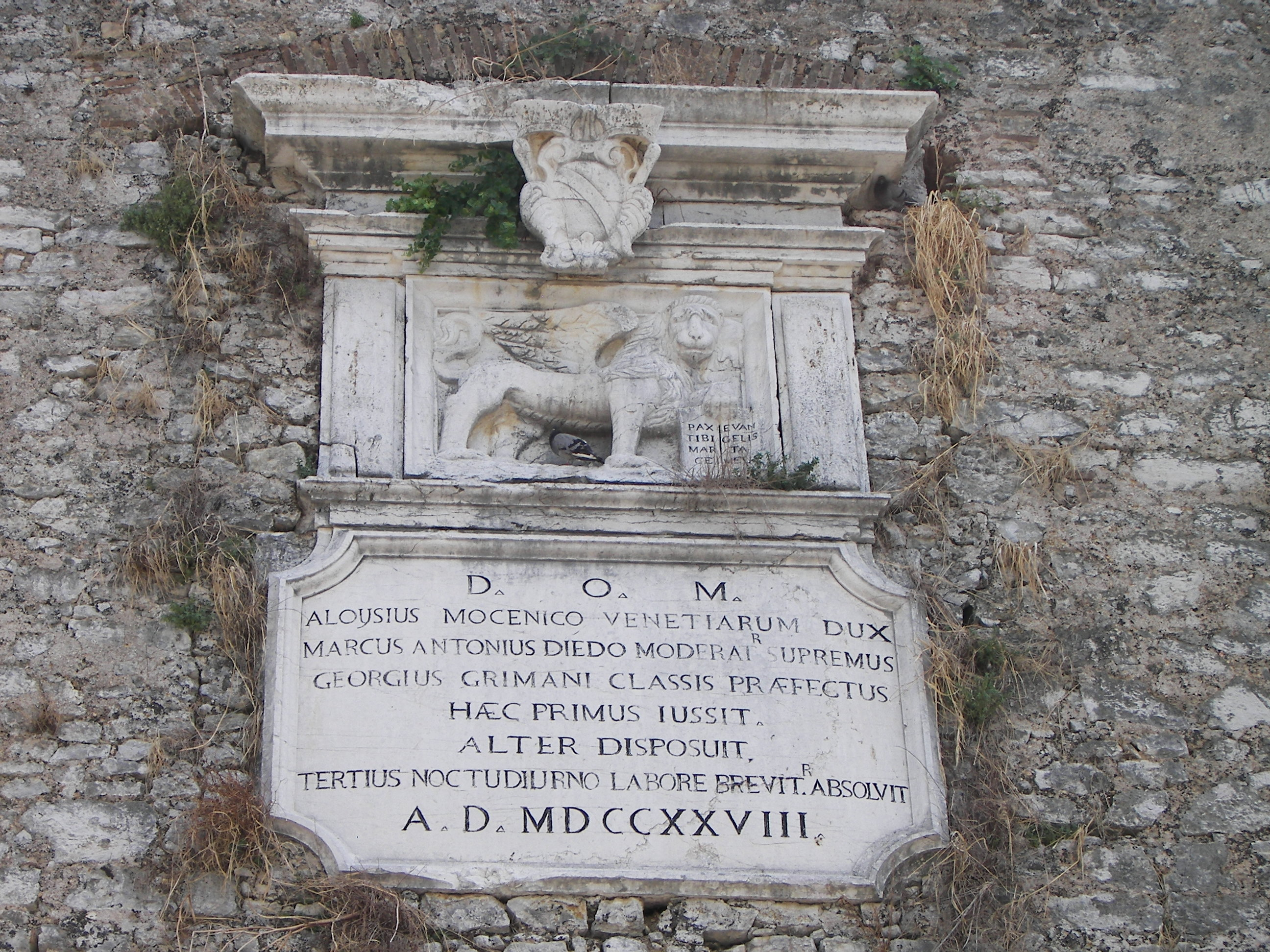
Wappen Venedigs an der Festungsanlage von Korfu

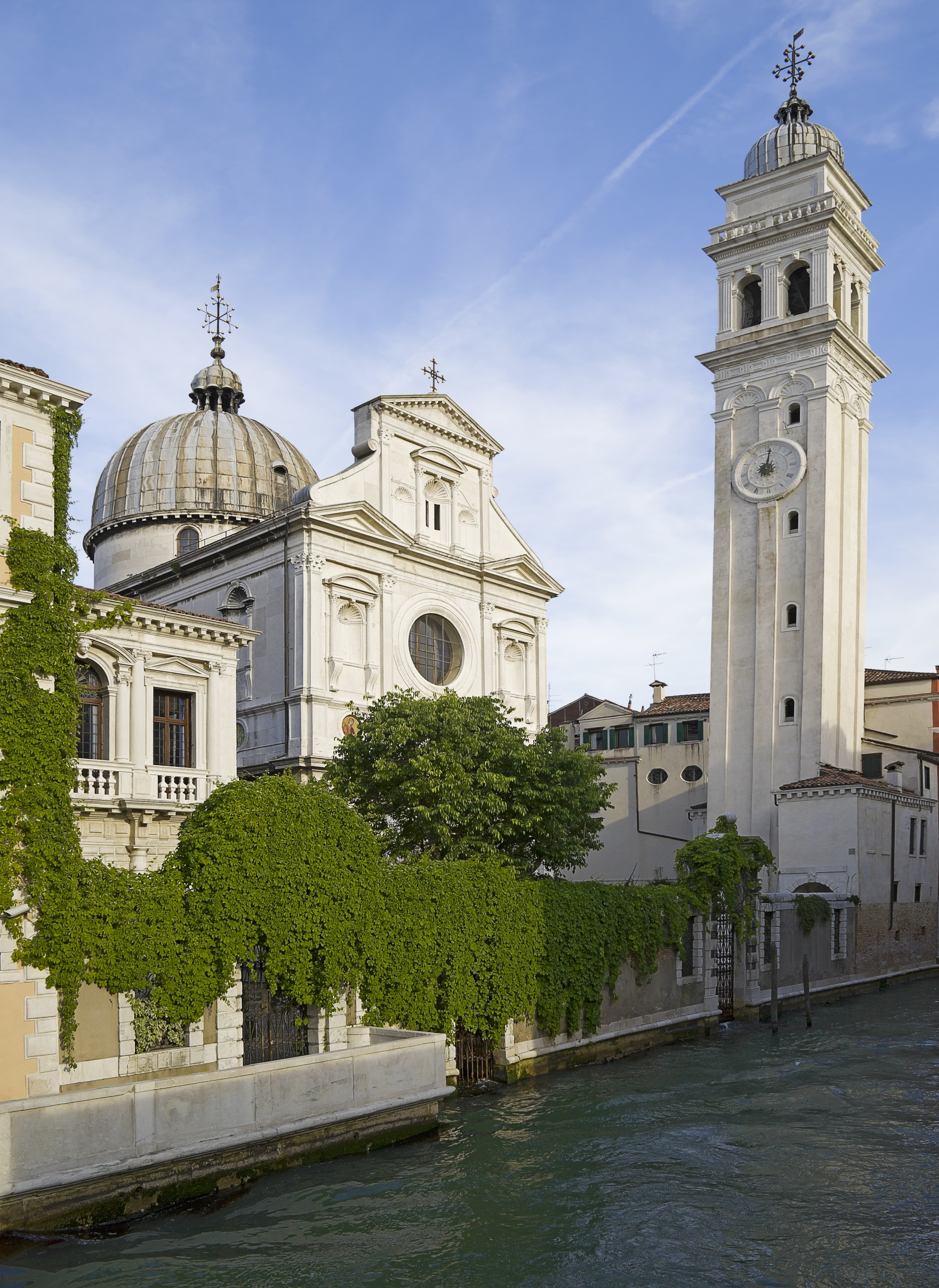
San Giorgio del Greci, Wirkungsort des Gelehrten Elias Meniates

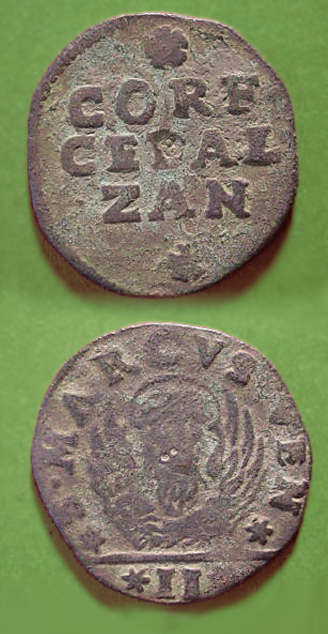
Venezianische Münze aus dem 18. Jahrhundert

Im Gefolge des 4. Kreuzzugs wurden die Inseln 1215 von der Republik Venedig erobert und fortan als Levantinische Inseln bezeichnet. Jede Insel bekam eine Ratsversammlung, die aus dem erblichen Adel gebildet wurde (jedoch keinen Besitz voraussetzte). In Korfu hatten die Venezianer weiterhin einen Provveditore generale de Mare eingesetzt, jede Insel hatte außerdem einen lokalen Provveditore. Allgemein waren die übergeordneten Aufgaben in Korfu weitestgehend auf Verwaltungstätigkeiten beschränkt. Aufgrund der Größe von Korfu-Stadt hatte diese auch einen Bürgermeister, der zugleich als Richter fungierte.
Die Tocco stellten den Gouverneur von Korfu, die Orsini regierten die Pfalzgrafschaft Kefalonia (mit den Inseln Kefalonia, Leukas, Ithaka und Zakynthos). Nach einer Heirat regierte die Familie auch die Pfalzgrafschaft, Zakynthos wurde später als Apanage abgespalten. Zu den Ionischen Inseln gehörten (bis 1819) auch die Enklaven Parga und Vonitza auf dem epirotischen Festland, ebenso die Veste Buthroton (1800 von den Osmanen erobert).
Den Einwohnern der Levantinischen Inseln wurden bedeutende Vorrechte zugestanden, die häufig mit denen der Republik Ragusa verglichen werden. Unter den Venezianern war das venezianische Statut eingeführt worden, welches das bisherige römische Recht ersetzte. Venedig wurde zum häufig aufgesuchten Studienort und verfügte bald über eine bedeutende griechische Gemeinde.
Rückhalt erhielt Venedig zum einen durch eine ähnliche wirtschaftliche Ausrichtung (auf die Schifffahrt), zum anderen durch die drohende Osmanenherrschaft. Die griechische Sprache auf den Inseln wandelte sich unter dem venezianischen Einfluss zu einem Mischdialekt. Von Venedig finanzierte Söldnerheere schlugen wiederholt Invasionen der Osmanen zurück, ein Mal gelang den Invasoren aber die Eroberung der Insel Kefalonia, die eine Versklavung von 25.000 Personen, also nahezu der gesamten Bevölkerung, zur Folge hatte.
Nach dem Verlust Kretas im Jahr 1669 nahm die wirtschaftliche Bedeutung der Inseln zu. Im Vertrag von Passarowitz 1718 wurde die Zugehörigkeit der Inseln zu Venedig bestätigt. Mit der Besetzung Venedigs durch Napoleon Bonaparte im Jahr 1797 endete die Herrschaft der Stadt auf Kefalonia.
Die Rodungen der einst dicht bewaldeten Inseln für den Schiffbau führten stellenweise zu einer kargen Landschaft. Gleichzeitig wurde der Weinanbau perfektioniert. Bis heute werden die aus Italien eingeführten Rebsorten Robola und Verdea hier kultiviert – die Erstere existiert in Italien nicht mehr. Viele italienische Nachnamen und ein Rest von Katholiken, die nicht zum orthodoxen Glauben konvertiert sind, zeugen ebenfalls von diesem kulturellen Einfluss.

## Zwischen Frankreich, Russland und Großbritannien (1797–1815)
Nach der Eroberung Venedigs besuchte der Korse Gentilini auf venezianischen Schiffen die Inseln und nahm diese für die französische Republik als Republik der Ionischen Inseln in Besitz. Diese gliederte sich in die drei Départements Corcyre (Sitz: Korfu), Ithaque (Sitz: Argostoli) und Mer-Egée (Sitz: Zakynthos). Die bisher weitestgehend lokalen Verwaltungen wurden durch eine demokratische zentrale Regierung auf Korfu ersetzt, die sich aus gewählten Vertretern der Inseln zusammensetzte. Präsident wurde Graf Spiridon Theotokis. Die Franzosen verbrannten öffentlich das Adelsverzeichnis (Libro d'Oro) und liberalisierten das Drucken von Büchern.
1798/1799 eroberten aber bereits die verbündeten Osmanen und Russen die Inseln und vereinbarten 1800 die Gründung einer aristokratisch verfassten Republik der sieben Inseln unter formeller osmanischer Oberhoheit mit Russland als Garantiemacht. Militärisch standen die Inseln unter russischer Besatzung. 1807 im Frieden von Tilsit überließ Russland die Inseln Napoleon, die damit wieder französisch wurden.
Am 2. Oktober 1809 erschien jedoch eine britische Flotte vor Zante und verdrängte die durch die Napoleonischen Kriege geschwächte französische Garnison von sämtlichen Inseln (bis auf Korfu).

## Britische Herrschaft (1815–1864)

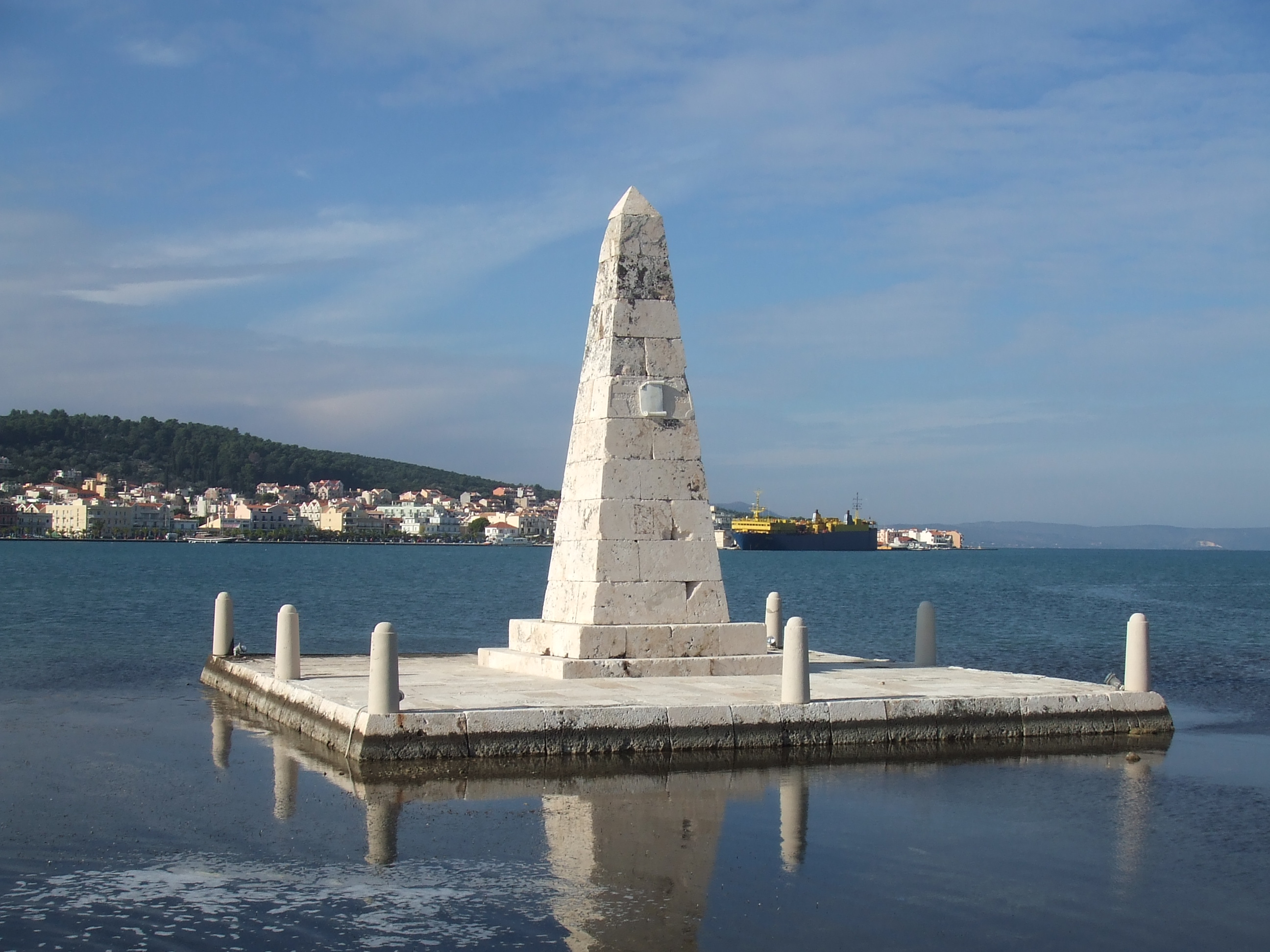
Denkmal der Briten in der Bucht von Argostoli

Durch den Pariser Vertrag vom 5. November 1815, ratifiziert von Großbritannien, Österreich, Preußen und Russland, gelangten die Inseln zu Großbritannien und führten seitdem die Bezeichnung Vereinigten Staaten der Ionischen Inseln (Septinsular Republic). Das Protektorat unterstand der britischen Krone, die ihre Interessen durch einen Lord-Oberkommissar vertreten ließ, und über der beratenden Nationalversammlung stand. Die Verfassung vom 26. August 1817, die seit dem 1. Januar 1818 unter Sir Thomas Maitland umgesetzt wurde, verlieh der Schutzmacht schließlich eine fast unumschränkte Macht. Dauernde Unzufriedenheit und offener Aufruhr begleiteten von Anfang an die britische Herrschaft, die diese selbst durch gezielte materielle Verbesserung der Situation der Bevölkerung und eine Unterstützung des griechischen Freiheitskampfes nicht mindern konnte. Die heftigste Opposition erweckten später gewaltsame Unterdrückungen des Lord-Oberkommissars Howard Douglas 1839, 1841 und 1842.
In einer Petition vom 27. März 1848 verlangte man eine gerechte Verfassung, unmittelbare Wahlen der Volksvertreter sowie die Bildung eines ionischen Heeres. Da die britische Regierung nichts gewährte, brach am 26. September ein Aufstand auf Kefalonia aus, der sich bald über die anderen Inseln ausbreitete, aber mit Gewalt unterdrückt wurde. Nach einem weiteren Aufstand gestand die britische Regierung eine gerechte Verfassung und ein eigenes Parlament zu. Offizielle Amtssprachen in der Verfassung waren Griechisch und Italienisch.
Das am 22. November 1849 eröffnete Parlament brachte wenig mehr als eine Erweiterung des Wahlrechts; viele pro-griechische Kandidaten wurden in das Parlament gewählt, so dass die Kammer bald aufgelöst wurde. Die Bewegung für die Vereinigung mit Griechenland fand immer mehr Anhänger, so dass der britische Oberkommissar Joung und sein Nachfolger Gladstone (ein bekennender Philhellene) diese Bewegung unterstützten.
Der Sturz des Königs Otto von Griechenland im Oktober 1862 und die Machtergreifung des britenfreundlichen König Georg am 5. Juni 1863 änderten die Politik der britischen Regierung bei der Unterstützung der Vereinigungsbestrebungen. Am 5. Oktober 1863 wurde nach einer Parlamentsabstimmung der Beitritt der Inseln zu Griechenland vom Parlament in Korfu feierlich erklärt und durch den Londoner Vertrag am 14. November und den Pariser Vertrag der Schutzmächte am 5. November bestätigt.

## Teil Griechenlands
Am 2. Juni 1864 wurden die Inseln durch den Lord-Oberkommissar Sir Henry Storks in einem Zeremoniell dem seit 1830 unabhängigen griechischen Staat übergeben. Am 31. Juli 1864 zogen die Abgeordneten der Ionischen Inseln ins griechische Parlament ein.
Während des Zweiten Weltkriegs wurden die Inseln von Italien besetzt und damit faktisch ein Teil Italiens. Die italienische Regierung führte eine Wirtschafts- und Währungsunion mit Italien ein. So wurde die Drachme als Währung durch die Lira ersetzt (Kurs: 1 Lira = 8 Drachmen) und italienische Briefmarken mit dem Aufdruck „Isole Jonie“ herausgegeben.
Durch die deutsche Besetzung am 2. Oktober 1943 wurden alle Inseln wieder (dem ebenfalls deutsch besetzten) Griechenland zugeordnet.
1953 wurden die Inseln Kefalonia und Zakynthos von einem schweren Erdbeben heimgesucht, dem fast alle historischen Gebäude zum Opfer fielen. 1984 wurde die Ionische Universität und später auch die TEI Ionion Nison (FH der Ionischen Inseln) gegründet. Erstere trat die Nachfolge der Ionischen Akademie an, die unter britischer Herrschaft die Universität des Protektorats war.
Die Zeit, in der die Inseln keine eigene Verwaltungseinheit bildeten, endete erst Mitte der 1990er Jahre, als im Rahmen der Dezentralisierung die Region Ionische Inseln neu gegründet wurde (allerdings ohne die Insel Kythira).

### Ur- und Frühgeschichte
- Nena Galanidou: Parting the waters. Middle Palaeolithic archaeology in the central Ionian Sea, in: Journal of Greek Archaeology 3 (2018) 1–22. (academia.edu)
- Christina Souyoudzoglou-Haywood: The Ionian Islands in the Bronze Age and Early Iron Age, 3000–800 BC, Liverpool University Press, 1999.

### Venezianische Epoche (um 1204 bis 1423)
- Ruthy Gertwagen: Venice’s policy towards the Ionian and Aegean islands, c. 1204–1423, in: The International Journal of Maritime History (2014) 1–20. (academia.edu)

### Bis 1815
- Christos K. Papadopoulos: Die Ionischen Inseln von der Venezianerherrschaft bis zum Wiener Kongress. Eine völkerrechtliche Analyse unter dem Aspekt der Staatensukzession (= Juristische Schriftenreihe, 209), Münster & London 2003. ISBN 3-8258-6591-6

### Reiseberichte
- Friedrich Liebetrut, Reise nach den Ionischen Inseln, Hamburg 1850
- Warsberg, Odysseeische Landschaften, Wien 1878–1879, 3 Bände